# 花叶东洋对囊蕨
花叶东洋对囊蕨（学名：Deparia japonica var. variegata）也称花叶假蹄盖蕨，为蹄盖蕨科对囊蕨属下的一个变种。